# Lindau (Schönsee)
Lindau (ⓘ) ist ein Dorf der Stadt Schönsee im Oberpfälzer Landkreis Schwandorf in Bayern.

## Geographische Lage
Die Häuser von Lindau liegen vereinzelt und sehr weit verstreut an den Hängen des Mierbachtales zwischen dem Lindauer Berg und den östlichen Ausläufern des Stückberg-Massivs. Sprachlich wird unterschieden zwischen „Lindau“, das sind die mehr westlich gelegenen Häuser, „Vordere Lindau“, das sind die mehr südlich und östlich gelegenen Häuser, und „Hintere Lindau“, das sind die mehr nördlich, Richtung Eslarn gelegenen Häuser. Die Hintere Lindau wird von der Verwaltungsgemeinschaft Schönsee als eigener Gemeindeteil betrachtet, während Vordere Lindau und Lindau zum Gemeindeteil Lindau zusammengefasst werden. Der Mierbach entspringt in Laub, fließt aber nicht, wie alle anderen Gewässer dieser Gegend nach Südosten der Ascha zu, sondern wendet sich nach Norden. Ab Lindau wird er auch Fahrbach genannt.

## Geschichte
Lindau wird um 1520 erstmals schriftlich erwähnt. Lindau bezeichnete zunächst ein unbesiedeltes Waldgebiet, in dem die Bevölkerung von Eslarn Weiderechte hatte. Im 16. Jahrhundert entstand am Mierbach eine Sägemühle, die den Anfang des späteren Dorfes Lindau bildete.
In den Wäldern des Lindauer Tales standen ursprünglich Kohlenbrennerhütten. Sie wurden zu Beginn des Dreißigjährigen Krieges niedergebrannt, später aber wieder aufgebaut.
Im 18. Jahrhundert hatte Lindau eine einklassige Schule. Ihr Schulmeister war ein Krämer aus Eslarn. Im Sommer fiel der Schulunterricht aus, weil viele Landkinder in Haus und Hof mitarbeiten mussten oder sich bei anderen Bauern als Hilfskräfte verdingten.
1954 wurde Lindau zusammen mit Polster, die beide vorher zur Gemeinde Dietersdorf gehörten, nach Schönsee umgegliedert.
1968 gab es in Lindau eine Grenzstation, die der Grenzpolizeiinspektion Schönsee unterstellt war.

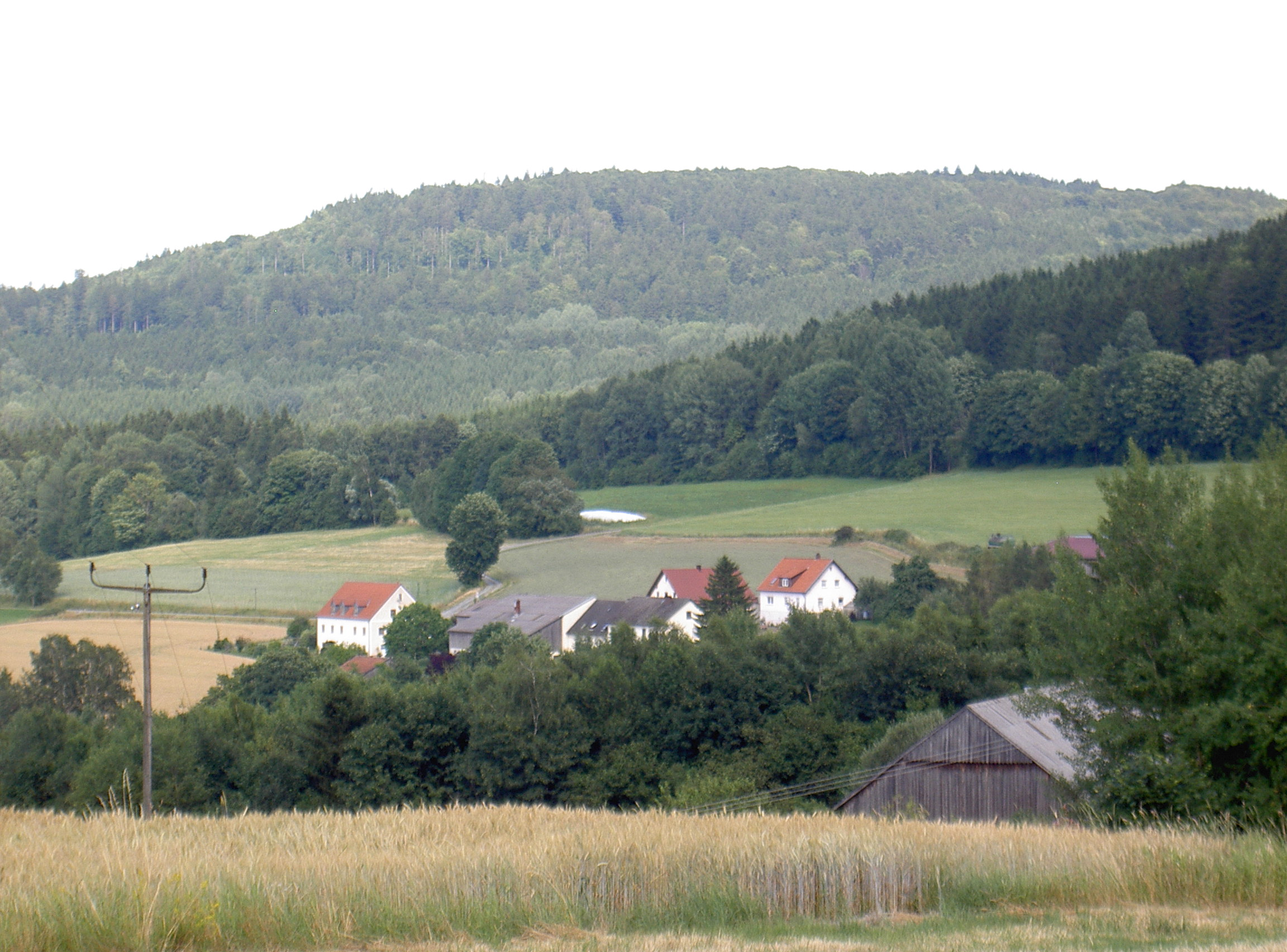
Lindau

## Kultur und Sehenswürdigkeiten
In Lindau gibt es zwei Gasthäuser, Möglichkeiten zum Reiten, im Sommer für Pferdekutschfahrten und im Winter für Pferdeschlittenfahrten.